# Fest-noz

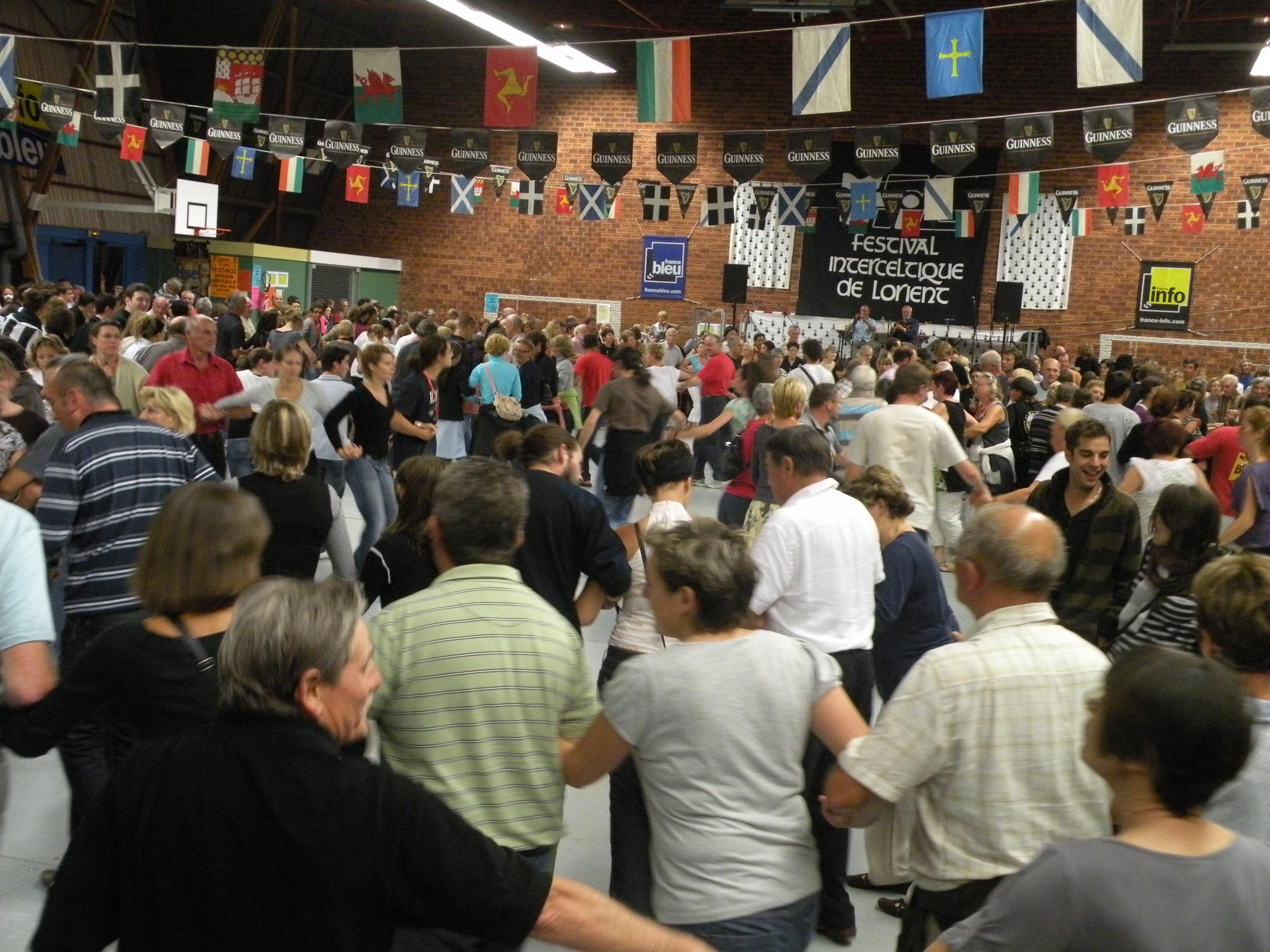
Fest-noz, Festival interceltique de Lorient, 2010.

Fest-noz (dosł. z bretońskiego „zabawa nocna”) – tradycyjna zabawa taneczna w Bretanii oparta na tradycyjnych, zbiorowych tańcach w towarzystwie śpiewu i muzyki instrumentalnej. 
Potańcówki fest-noz (w l.mn. festoù-noz) są wydarzeniami kultywującymi tradycje taneczne Bretanii, niektóre z tańców pochodzą z okresu średniowiecza. Podobne zabawy taneczne odbywają się również za dnia i nazywane są fest-deiz („zabawa za dnia”). 
5 grudnia 2012 roku Fest-Noz został wpisany na listę niematerialnego dziedzictwa UNESCO. 

## Potańcówki fest-noz
Zabawy taneczne fest-noz organizowane są każdego roku w różnych miejscach Bretanii, jak również poza jej granicami. Charakteryzują się one przyjazną atmosferą pomiędzy licznie gromadzącymi się na nich uczestnikami, których liczba sięga nieraz kilku tysięcy.
Nie powinno się mylić fest-noz z występami zespołów pieśni i tańca celtyckiego "cercles celtiques", które poprzedzane są licznymi próbami, tancerze występują w specjalnie uszytych, tradycyjnych strojach, a całe widowisko odbywa się według scenariusza stworzonego przez choreografa i reżysera. Fest-noz jest spontanicznym spotkaniem otwartym dla wszystkich, uczestnicy często ubrani są w codzienne stroje. Te zabawy taneczne organizowane są w budynkach straży pożarnej, szkołach, centrach kultury, bądź innych dostępnych pomieszczenia, jak również na zewnątrz, aczkolwiek rzadko, ze względu na deszczową pogodę panującą w Bretanii.
Miejsca, w których odbywają się festoù-noz, mają wyznaczone miejsce ze sceną dla muzyków, przed sceną gromadzą się tancerze trzymający się za ręce. Znajduje się tam również miejsce na „barek” w którym serwowane są lokalne potrawy oraz trunki. 
Podobne wydarzenia mają również miejsce w Polsce. W Poznaniu na wydarzeniach organizowanych przez Dom Bretanii od wielu lat spotykają się miłośnicy tańców bretońskich. 

## Tańce i muzyka
Taneczne tradycje fest-noz wywodzą się prawdopodobnie z tradycji udeptywania ziemi w miejscu, w którym budowano dom lub pomieszczenie gospodarcze. Tłumaczy to obecność przytupywań i podskoków w tańcach bretońskich. 
Obecnie podczas fest-noz praktykowane są tańce grupowe. Tancerze tworzą łańcuch lub koło, nie brakuje jednak zarówno tańców w parach jak i użycia różnych sekwencji i figur tanecznych. Najbardziej popularnymi tańcami tradycyjnymi są m.in. gawot i an-dro.
Muzyka na fest-noz jest zawsze grana na żywo. Najbardziej typowym rodzajem śpiewu jest kan ha diskan, czyli śpiew a cappella wykonywany naprzemiennie przez dwie lub trzy osoby, których głosy nakładają się na siebie w charakterystyczny sposób. Tańczono również do muzyki instrumentalnej granej na dwóch bretońskich instrumentach tradycyjnych: dudach binioù i bombradzie (pomorcie). Oprócz tradycyjnych zespołów muzycznych, występują również grupy folkowe wykonujące tradycyjną muzykę bretońską w bardziej współczesny sposób, włączając w nią wpływy rockowe, jazzowe, punkowe, funky, rapowe i inne, oraz czerpiące z estetyki muzyki etnicznej z różnych zakątków świata.